# Memory Motel
 (mars 2023).
La mise en forme du texte ne suit pas les recommandations de Wikipédia : il faut le « wikifier ».
Les points d'amélioration suivants sont les cas les plus fréquents :
- Les titres sont pré-formatés par le logiciel. Ils ne sont ni en capitales, ni en gras.
- Le texte ne doit pas être écrit en capitales (les noms de famille non plus), ni en gras, ni en italique, ni en « petit »…
- Le gras n'est utilisé que pour surligner le titre de l'article dans l'introduction, une seule fois.
- L'italique est rarement utilisé : mots en langue étrangère, titres d'œuvres, noms de bateaux, etc.
- Les citations ne sont pas en italique mais en corps de texte normal. Elles sont entourées par des guillemets français : « et ».
- Les listes à puces sont à éviter, des paragraphes rédigés étant largement préférés. Les tableaux sont à réserver à la présentation de données structurées (résultats, etc.).
- Les appels de note de bas de page (petits chiffres en exposant, introduits par l'outil «  Source ») sont à placer entre la fin de phrase et le point final[comme ça].
- Les liens internes (vers d'autres articles de Wikipédia) sont à choisir avec parcimonie. Créez des liens vers des articles approfondissant le sujet. Les termes génériques sans rapport avec le sujet sont à éviter, ainsi que les répétitions de liens vers un même terme.
- Les liens externes sont à placer uniquement dans une section « Liens externes », à la fin de l'article. Ces liens sont à choisir avec parcimonie suivant les règles définies. Si un lien sert de source à l'article, son insertion dans le texte est à faire par les notes de bas de page.
- La présentation des références doit suivre les conventions bibliographiques. Il est recommandé d'utiliser les modèles {{Ouvrage}}, {{Chapitre}}, {{Article}}, {{Lien web}} et/ou {{Bibliographie}}. Le mode d'édition visuel peut mettre en forme automatiquement les références.
- Insérer une infobox (cadre d'informations à droite) n'est pas obligatoire pour parachever la mise en page.

Pour une aide détaillée, merci de consulter Aide:Wikification.
Si vous pensez que ces points ont été résolus, vous pouvez retirer ce bandeau et améliorer la mise en forme d'un autre article.
Pistes de Black and Blue
Cherry Oh Baby
(3) Hey Negrita
(5)
Memory Motel est une chanson du groupe de rock britannique The Rolling Stones parue en 1976 sur l'album Black and Blue.

## Inspiration et composition

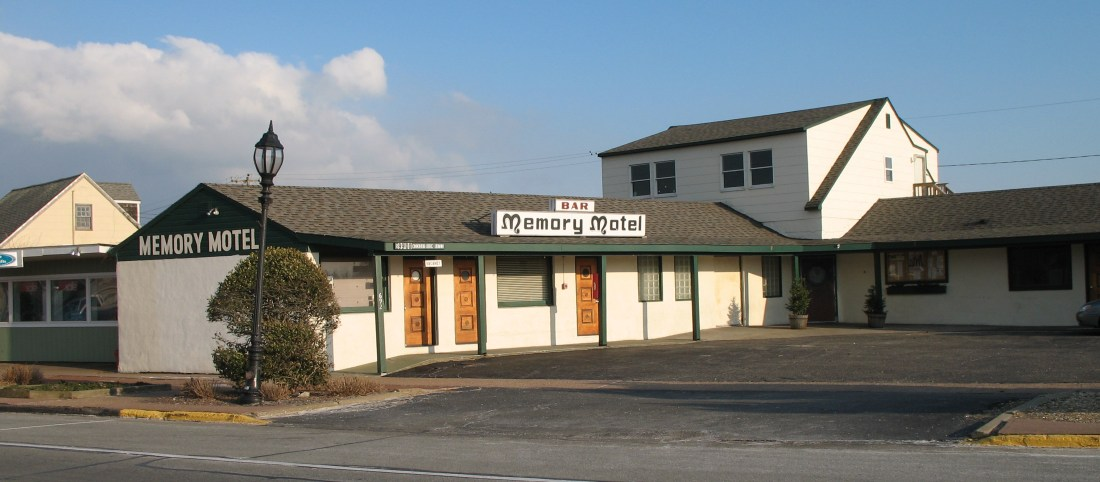
Memory Motel à Montauk (ici en 2007), qui aurait inspiré une chanson des Rolling Stones du même nom.

La chanson est une ballade, écrite par le chanteur Mick Jagger et le guitariste Keith Richards. Elle se distingue pour être l'une des rares chansons du groupe qui partage la voix principale et a pour durée de plus de sept minutes ce qui fait l'une des plus longues chansons du groupe.
Jagger commence à écrire la chanson avant le début de la tournée américaine de 1975 alors qu'il séjourne avec Richards chez Andy Warhol à Montauk, New York, et la termine en tournée. Tout cela se reflète dans les paroles, dans lesquelles Jagger décrit avoir dû quitter Baton Rouge, où les Stones ont donné deux concerts à la Louisiana State University, et décrit ses expériences ultérieures sur la route.
Le titre vient d'un véritable motel situé à Montauk, Long Island. Les paroles de la chanson génèrent beaucoup de spéculations sur qui est "Hannah". L'un des noms considérés est Carly Simon, en raison des descriptions de la femme mentionnée tout au long de la chanson. "Hannah" fait référence à Annie Leibovitz, qui était la photographe du groupe lors de la tournée américaine de 1975. Elle passe du temps avec les Stones lors de leurs répétitions chez Andy Warhol. Jagger la décrit ainsi : 
« Hannah honey was a peachy kind of girl (Ma Chère Hannah était un petit bout de femme)
Her eyes were hazel, And her nose was slightly curved... (Ses yeux étaient noisette, Et son nez était légèrement recourbé...) »
« She took my guitar and she began to play (Elle a pris ma guitare et a commencé a jouer)
She sang a song to me (Elle m'a chanté une chanson)
Stuck right in my brain (Qui résonne encore dans mon cerveau) »
« When I asked her where she headed for (Quand je lui ai demandé où elle allait, )
"Back up to Boston I’m singing in a bar" ("Je retourne à Boston, Je chante dans un bar") »
Les paroles parlent de la disparition de l'amour causée par un séjour d'une nuit au dit motel. La chanson décrit la femme comme une femme forte et indépendante, comparable à bien des égards à la femme de Ruby Tuesday , Richards répétant le refrain: « She got a mind of her own, And she use it well... (Elle a son propre esprit, et elle l'utilise bien ...) »

## Enregistrement
La chanson est enregistrée à Munich, en Allemagne, aux studios Musicland entre mars et avril 1975. Des ajouts et des réenregistrements sont réalisés entre octobre et décembre de la même année aux studios Mountain Recording, Montreux, Suisse. L'ingénieur du son Keith Harwood est chargé de l'enregistrement.
Keith Richards ne joue pas de guitare sur ce morceau; Black and Blue est connu depuis longtemps comme l'album utilisé pour trouver un remplaçant à Mick Taylor, qui a quitté le groupe juste avant le début du travail de l'album. Harvey Mandel joue de la guitare électrique tandis que Wayne Perkins de l'acoustique. Jagger, Richards et Billy Preston jouent respectivement du piano acoustique, du piano électrique et du synthétiseur à cordes. Preston fournit également des chœurs avec Ron Wood, qui deviendra éventuellement le guitariste principal des Stones.

## Postérité
Memory Motel est une chanson appréciée par les fans, bien qu'elle soit pas souvent jouée en concert en raison de sa longueur et de son style trop différent du reste du répertoire. Cependant, c'est l'une des pièces vedettes de l'album live No Security, sorti en 1998. Cette version live met en vedette Dave Matthews. La chanson est jouée en concert à chaque tournée depuis le Voodoo Lounge Tour de 1994.
Le fondateur de Mötley Crüe, Nikki Sixx, évque la chanson à de nombreuses reprises comme l'une de ses chansons préférées de tous les temps.
Pour un épisode de l'émission musicale télévisée Beyond The Groove, Jagger et Dave Stewart enregistrent une version de Memory Motel sans Keith Richards.

## Personnel
Crédités:
- Mick Jagger: chant, piano, chœurs
- Keith Richards: chant, piano électrique, chœurs
- Bill Wyman: basse
- Charlie Watts: batterie
- Ron Wood: chœurs
- Billy Preston: synthétiseur, chœurs
- Wayne Perkins: guitare acoustique
- Harvey Mandel: guitare électrique